# The Times
För andra betydelser, se Times.
The Times är en brittisk dagstidning som grundades i London 1785 av John Walter. Tidningen har en klart konservativ hållning. I dag ägs tidningen och systertidningen The Sunday Times av mediamogulen Rupert Murdoch via hans bolag News Corporation genom News International Ltd.
The Times är den ursprungliga "Times"-tidningen. Flera andra tidningar i framför allt storstäder i engelskspråkiga länder använder ordet Times i sina namn. Utanför Storbritannien blir tidningen tidvis refererad till som "London Times" eller "The Times of London". Tidningen är emellertid rikstäckande och inte en London-tidning. Tidningar som The New York Times, The Los Angeles Times, The Times of India och The Irish Times har alla lånat sina namn från The Times.

## Historik

### De första åren
The Times grundades 1785 som The Daily Universal Register, av John Walter. På grund av små upplagor, ändrades namnet från och med 1 januari 1788, efter 940 utgåvor, till The Times. Grundläggaren var också tidningens förste chefredaktör. Han gick i pension 1803, och överlät då chefredaktörstiteln och ägarskapet till sin son, som också hette John Walter. Tidningens historiskt tidiga fokus på nyheter från kontinenten, i synnerhet Frankrike, bidrog till att den nådde en position bland politiker och finansfolk.
Tidningen använde kända personer inom politik, vetenskap, litteratur och konst för att bygga upp sitt rykte. I sin barndom hade tidningen långt större intäkter och överskott än sina konkurrenter, och kunde därför betala väsentligt bättre för underrättelser och goda skribenter.

### 1800-talet
1809 blev John Stoddart chefredaktör; 1817 ersattes han av Thomas Barnes. Under Barns, och hans efterföljare från 1841, John Thadeus Delane, ökade tidningens anseende i den politiska och finansiella sfären i London.
The Times var den första tidning som sände korrespondenter utrikes. Den var också den första tidningen som sände ut krigsreportrar för att täcka viktiga konflikter. W. H. Russell, som var tidningens korrespondent under Krimkriget, fick särskilt stort inflytande med sina reportage.
Andra händelser på 1800-talet var tidningens motstånd till avskaffandet av lagen som skyddade brittiska bönder från billig import av spannmål från utlandet, samt tidningens återhållsamhet till att stödja offren av Potatispesten på Irland. Tidningen var entusiastisk för den stora reformlagen som antogs 1832, varigenom antalet röstberättigade ökade från 400 000 till 800 000 personer. Under det amerikanska inbördeskriget representerade tidningen överklassens synpunkter; tidningen stödde sydstaternas utbrytning, men inte slaveriet. 

#### Konkurrens och ekonomiska problem
Den tredje John Walter tog 1847 över ägarskapet för tidningen från sin far. Familjen Walter hade mer och mer blivit konservativ, men tidningen fick i stort sett fortsätta sin redaktionella linje på självständig grund. På 1850-talet fick tidningen mer och mer konkurrens från den så kallade  Penny-pressen, särskilt från The Daily Telegraph och The Morning Post.
Tidningen fick ekonomiska problem 1890, men räddades av sin energiske redaktör Charles Fredric Moberly Bell. Under hans medstyre (1890–1911), blev The Times förbundet med saluföringen av Encyclopædia Britannica, som nyttjade mycket offensiva, amerikanska försäljningsmetoder. Men på grund av juridiska konflikter mellan ägarna i Britannica, klipptes tidningens band med lexikonjätten. Samma år blev tidningen uppköpt av Alfred Harmsworth, sedermera Lord Northcliffe, en framåtstormande tidningsmagnat.

### Mellankrigstiden
Den 8 maj 1920, under redaktören Wickham Steed, hade The Times en ledarartikel på förstasidan som stöttade den antisemitiska förfalskningen «Sions vises protokoll», och hävdade att "judarna var den största faran i världen". Året efter dementerades ledarartikeln, då Philip Graves, tidningens Konstantinopel-korrespondent, kunnat avslöja att protokollen var en förfalskning.
1922 köpte John Jabob Astor The Times. Under 1930-talet gick tidningen starkt in för förhandlingar med Hitler-Tyskland, och var en av Neville Chamberlains anhängare.
Tidningen såldes 1967 till den kanadensiske mediamogulen Roy Thomson, och tidningen började förbehålla förstasidan för nyheter (tidigare hade den huvudsakligen innehållit annonser riktade till välbeställda läsare). The Thomson Corporation fusionerade tidningen med The Sunday Times och skapade bolaget Times Newspapers Limited.

#### Konflikter med fackföreningarna
Ledningen i The Thomson Corporation hade problem med typografernas fackförening. Kraven från föreningen blev allt svårare att gå till mötes. Från och med 1 december 1978 till och med 12 november 1979 var utgivningen av tidningen indragen på grund av strejk. Man såg det som nödvändigt att finna en köpare som kunde garantera fortsatt utgivning, samt genomföra den nödvändiga tekniska förnyelsen.
Flera möjliga köpare dök upp, inklusive Robert Maxwell, Tiny Rowland och Lord Rothermere, men det var bara en köpare som verkligen var i ställning att kunna genomföra säljarens önskemål, mediamogulen Rupert Murdoch. I och med hans köp säkrades The Times, och systertidningen The Sunday Times, för framtida drift.

### Murdochs intåg
1981 köptes The Times och The Sunday Times av Rupert Murdochs bolag News International.
Strax efter köpet började den nya ägaren att genomföra förändringar på tidningen. Den första åtgärden var att ersätta chefredaktören William Rees-Mogg med Harold Evans. Men den kanske viktigaste förändringen var den tekniska förnyelsen och införandet av nya effektivitetskrav. Under perioden från mars till maj 1982 ersattes, efter ett avtal med fackföreningen, tryckpressen som sedan 1800-talet hade tillverkat tidningen med en modern rotationstryckpress baserad på fotoplåtar. Detta gjorde det möjligt att reducera antalet anställda i tryckeriet med ungefär hälften. 
1986 fick journalisterna möjlighet att själva redigera tidningssidorna. Tidningen flyttade också från Gray’s Inn Road vid Fleet street, till nya kontor i Wapping. 

#### Mindre formell
I juni 1990 upphörde tidningen med att bruka hövlighetstitlarna (Mr, Mrs, och Miss som prefix för levande personer) framför fullständiga namn vid första omnämnandet, men fortsatte att använda dem vid ytterligare omnämnanden till för- eller efternamn senare i artiklarna.

#### Formatbyte
I november 2003 började man att producera tidningen i både fullformat och tabloidformat. Den 13 september 2004 togs fullformatsversionen ur produktion, och tidningen tillhandahålls därefter enbart som tabloid. The Sunday Times upprätthåller alltjämt fullformatet. 

#### Priskrig
1993 startade News International ett priskrig på tidningar. Priset på The Times sänktes från 45  till 30 pence (cirka 3 kronor och 50 öre). Detta för att öka marknadsandelen, samt bibringa konkurrenterna som följde efter ett ekonomisk tapp. Priskriget avblåstes i september 2005, då tidningen höjde priset till detsamma som konkurrenterna The Daily Telegraph och The Guardian hade.

## Typsnitt
The Times ligger bakom stilsorten Times New Roman som utvecklades i samarbete med Monotype Corporation.
I november 2006 övergick tidningen till att trycka rubriker i en ny stilsort, Times Modern.

## Ordflätor
Tidningen har dagligen två korsord. Det ena korsordet är ett krypto, och känt över hela det brittiska samväldet som ett av de mest fordrande. Det andra, Times 2, är ett enkelt korsord baserat på synonymer, såsom de flesta svenska korsord är uppbyggda. 

## Upplaga
Tidningen hade i november 2005 en genomsnittlig daglig upplaga på 692 581 exemplar. Den är större än huvudkonkurrenten The Daily Telegraph i lösnummerförsäljning. Den totala försäljningen av The Daily Telegraph är trots allt högre på grund av omkring 300 000 prenumeranter.
Traditionella tabloidtidningar har större upplaga. I England är den största The Sun, som har en upplaga på 3 274 855 exemplar.

## Internet
The Times startade 1994 med nyhetsförmedling på Internet genom systerföretaget Delphi. I dag har tidningen ett fullödigt nyhetsutbud på Internet.